# Grand Prix Rakouska 1974
Grand Prix Rakouska 1974 (oficiálně XII Memphis Grand Prix von Österreich) se jela na okruhu Österreichring ve Spielbergu v Rakousku dne 18. srpna 1974. Závod byl dvanáctým v pořadí v sezóně 1974 šampionátu Formule 1.

## Závod
| Poř.   | No. | Jezdec                | Konstruktér       | Počet kol | Čas/Odstoupení  | Pořadí na startu | Body |
| ------ | --- | --------------------- | ----------------- | --------- | --------------- | ---------------- | ---- |
| 1      | 7   | Carlos Reutemann      | Brabham-Ford      | 54        | 1:28:44.72      | 2                | 9    |
| 2      | 6   | Denny Hulme           | McLaren-Ford      | 54        | + 42.92         | 10               | 6    |
| 3      | 24  | James Hunt            | Hesketh-Ford      | 54        | + 1:01.54       | 7                | 4    |
| 4      | 28  | John Watson           | Brabham-Ford      | 54        | + 1:09.39       | 11               | 3    |
| 5      | 11  | Clay Regazzoni        | Ferrari           | 54        | + 1:13.08       | 8                | 2    |
| 6      | 10  | Vittorio Brambilla    | March-Ford        | 54        | + 1:13.82       | 20               | 1    |
| 7      | 33  | David Hobbs           | McLaren-Ford      | 53        | + 1 kolo        | 17               |      |
| 8      | 17  | Jean-Pierre Jarier    | Shadow-Ford       | 52        | + 2 kola        | 23               |      |
| 9      | 30  | Dieter Quester        | Surtees-Ford      | 51        | + 3 kola        | 25               |      |
| 10     | 23  | Tim Schenken          | Trojan-Ford       | 50        | + 4 kola        | 19               |      |
| 11     | 9   | Hans-Joachim Stuck    | March-Ford        | 48        | Zavěšení        | 15               |      |
| 12     | 26  | Graham Hill           | Lola-Ford         | 48        | + 6 kol         | 21               |      |
| NC     | 35  | Ian Ashley            | Token-Ford        | 46        | + 8 kol         | 24               |      |
| Ret    | 1   | Ronnie Peterson       | Lotus-Ford        | 45        | Hřídel          | 6                |      |
| Ret    | 2   | Jacky Ickx            | Lotus-Ford        | 43        | Kolize          | 22               |      |
| Ret    | 4   | Patrick Depailler     | Tyrrell-Ford      | 42        | Kolize          | 14               |      |
| Ret    | 8   | Carlos Pace           | Brabham-Ford      | 41        | Únik paliva     | 4                |      |
| Ret    | 5   | Emerson Fittipaldi    | McLaren-Ford      | 37        | Motor           | 3                |      |
| NC     | 21  | Jacques Laffite       | Iso-Marlboro-Ford | 37        | + 17 kol        | 12               |      |
| Ret    | 20  | Arturo Merzario       | Iso-Marlboro-Ford | 24        | Palivový systém | 9                |      |
| Ret    | 16  | Tom Pryce             | Shadow-Ford       | 22        | Smyk            | 16               |      |
| Ret    | 14  | Jean-Pierre Beltoise  | BRM               | 22        | Motor           | 18               |      |
| Ret    | 12  | Niki Lauda            | Ferrari           | 17        | Motor           | 1                |      |
| Ret    | 27  | Rolf Stommelen        | Lola-Ford         | 14        | Nehoda          | 13               |      |
| Ret    | 3   | Jody Scheckter        | Tyrrell-Ford      | 8         | Motor           | 5                |      |
| DNQ    | 31  | Ian Scheckter         | Hesketh-Ford      |           |                 |                  |      |
| DNQ    | 43  | Leo Kinnunen          | Surtees-Ford      |           |                 |                  |      |
| DNQ    | 18  | Derek Bell            | Surtees-Ford      |           |                 |                  |      |
| DNQ    | 22  | Mike Wilds            | Ensign-Ford       |           |                 |                  |      |
| DNQ    | 19  | Jean-Pierre Jabouille | Surtees-Ford      |           |                 |                  |      |
| DNQ    | 32  | Helmuth Koinigg       | Brabham-Ford      |           |                 |                  |      |
| Zdroj: |     |                       |                   |           |                 |                  |      |

## Průběžné pořadí po závodě
Pohár jezdců
| Pořadí | Jezdec             | Body |
| ------ | ------------------ | ---- |
| 1      | Clay Regazzoni     | 46   |
| 2      | Jody Scheckter     | 41   |
| 3      | Niki Lauda         | 38   |
| 4      | Emerson Fittipaldi | 37   |
| 5      | Carlos Reutemann   | 23   |
| Zdroj: |                    |      |

Pohár konstruktérů
| Pořadí | Konstruktér  | Body    |
| ------ | ------------ | ------- |
| 1      | Ferrari      | 59      |
| 2      | McLaren-Ford | 55 (57) |
| 3      | Tyrrell-Ford | 45      |
| 4      | Lotus-Ford   | 29      |
| 5      | Brabham-Ford | 24      |
| Zdroj: |              |         |